# جائزة إسبانيا الكبرى 2018
جائزة إسبانيا الكبرى 2018 هو سباق فورمولا 1 أقيم في حلبة دي كاتلونيا، مونتميلو، إسبانيا. كان الخامس من أصل 21 في بطولة العالم لسباقات الفورمولا واحد موسم 2018. حلّ البريطاني لويس هاملتون أولا بينما جاء الفنلندي فالتيري بوتاس في المركز الثاني وحصل على المركز الثالث الهولندي ماكس فيرستابين.

## الترتيب النهائي
|         | الترتيب | السائق        | النقاط |
| ------- | ------- | ------------- | ------ |
|         | 1       | لويس هاملتون  | 95     |
|         | 2       | سباستيان فيتل | 78     |
| 1       | 3       | فالتيري بوتاس | 58     |
| 1       | 4       | كيمي رايكونن  | 48     |
|         | 5       | دانيل ريكاردو | 47     |
| المصدر: |         |               |        |